# بالشا رادونوفيتش
بالشا رادونوفيتش مواليد 5 أغسطس 1980 في بودغوريتسا، جمهورية يوغوسلافيا الاشتراكية الاتحادية، هو لاعب كرة سلة مونتينيغري. بدأ مسيرته الاحترافية في سنة 1998. يحمل الرقم 7. يبلغ طوله 6 قدم 10 بوصة (2.1 م).

## المسيرة الاحترافية
لعب مع نادي بودوشنوست لكرة السلة من سنة 1998 إلى 2000، ثم لعب مع زلاتوروج لاشكو في موسم 2002–2003، ثم لعب مع بي سي إم جرافيلين في الدوري الفرنسي في موسم 2003–2004، ثم لعب مع نادي ليماسول لكرة السلة في موسم 2005–2006.